# Segunda División Nacional de Baloncesto
La Segunda División Nacional de Baloncesto (oficialmente Campeonato de España de Segunda División Nacional) es la segunda competición federada baloncentística de nivel nacional que se celebra en España. Esta competición está dividida en diferentes grupos en los que cada uno juegan equipos de la misma comunidad autónoma, a excepción del que comparten País Vasco, La Rioja y Navarra: pero Andalucía, Islas Baleares, Islas Canarias, Cataluña (donde se conoce como Copa Catalunya), Comunidad de Madrid, Comunidad Valenciana, Galicia y Región de Murcia subdividen su grupo en varios durante la liga regular. El ganador de cada comunidad autónoma jugará la siguiente temporada en la 1.ª Div. Nacional.

## Formato
Está formada por grupos compuestos por equipos de la misma comunidad autónoma (a excepción de País Vasco, La Rioja y Navarra). En cada comunidad autónoma puede haber diferentes grupos como en Andalucía, que hay tres grupos. Los dos mejores de cada grupo suelen ser los que pasen al play-off por el título.
La Primera División funciona de manera similar a la Tercera Federación del fútbol español. Se divide en catorce grupos, correspondientes a las comunidades autónomas de España, excepto el grupo que es compartido por País Vasco, La Rioja y Navarra. En Cataluña es conocida como Copa Catalunya.
Los mejores equipos son ascendidos a 1.ª Div. Nacional. En algunas comunidades autónomas, el primer clasificado se considera el campeón amateur regional. Por lo contrario los colistas bajan a su respectiva liga autonómica o provincial.

## Equipos participantes

### Andalucía, Ceuta y Melilla
| Temporada | Campeón                 | Subcampeón                    |
| --------- | ----------------------- | ----------------------------- |
| 2004–05   | CB Las Gabias           | CB Tíjola                     |
| 2005–06   | CB Granada B            | CB Lepe Alius                 |
| 2006–07   | CB Costa Motril         | CB Ciudad Autónoma de Melilla |
| 2007–08   | CB Alhaurín de la Torre | CPB Pozoblanco                |
| 2008–09   | AD Las Canteras         | CB Morón                      |
| 2009–10   | CB La Zubía             | CB Puente Genil               |
| 2010–11   | CD Huelva Baloncesto    | CB Lepe Alius                 |
| 2011–12   | CDB Enrique Benítez     | CB Coria                      |
| 2012–13   | Baloncesto Málaga B     | Fundación CB Granada          |
| 2013–14   | Almería Basket          | CB Deportivo Coín             |
| 2014–15   | CB Vélez                | Medacbasket                   |
| 2015–16   | CB Baza                 | CN Sevilla                    |
| 2016–17   | CB Almería              | CB Benahavís                  |
| 2017–18   | RC Labradores           | CB Martos                     |
| 2018–19   | AD Basket 4Life         | CP Mijas Baloncesto           |
| 2019-20   | –                       | -                             |
| 2020-21   | AD Basket 4Life         | CB Coria                      |
| 2021-22   | PS - B. Murgi           | PMD Aljaraque                 |
| 2022-23   | CB Armilla              | CB Coria                      |

### Aragón
| Temporada | Campeón              | Subcampeón                |
| --------- | -------------------- | ------------------------- |
| 2008–09   | CDB El Salvador      | CB Juventud Utebo         |
| 2009–10   | CD UGT Almozara      | CB Boscos Huesca          |
| 2010–11   | Stadium Casablanca   | CDB El Salvador           |
| 2011–12   | CB Zaragoza          | CDB El Salvador           |
| 2012–13   | CB Zaragoza          | CB Boscos Huesca          |
| 2013–14   | CB Zaragoza          | Polideportivo San Agustín |
| 2014–15   | CB Zaragoza          | Stadium Casablanca        |
| 2015–16   | CB Zaragoza          | AD Compañía de María      |
| 2016–17   | AD Compañía de María | CB Zaragoza               |
| 2017–18   | AD Compañía de María | CB Zaragoza               |
| 2018–19   | CD UGT Almozara      | CB Zaragoza               |
| 2019-20   | -                    | -                         |
| 2020-21   | CB Zaragoza          | Alfindén CB               |
| 2021-22   | CN Helios            | CB Zaragoza               |
| 2022-23   | CB Cuarte de Huerva  | CB Octavus                |

### Asturias
| Temporada | Campeón                         | Subcampeón                      |
| --------- | ------------------------------- | ------------------------------- |
| 2000–01   | Asociación Atlética Avilesina   | AD Universidad de Oviedo        |
| 2001–02   | CDB Imco Gijón                  | Asociación Atlética Avilesina   |
| 2002–03   | Real Grupo de Cultura Covadonga | CDB Imco Gijón                  |
| 2003–04   | Real Grupo de Cultura Covadonga | CDB Imco Gijón                  |
| 2004–05   | Real Grupo de Cultura Covadonga | Asociación Atlética Avilesina   |
| 2005–06   | Oviedo CB                       | Real Grupo de Cultura Covadonga |
| 2006–07   | Real Grupo de Cultura Covadonga | CD Art-Chivo                    |
| 2007–08   | No hubo campeón                 | No hubo campeón                 |
| 2008–09   | CB Navia                        | Asociación Atlética Avilesina   |
| 2009–10   | CB Pumarín                      | Real Grupo de Cultura Covadonga |
| 2010–11   | Real Grupo de Cultura Covadonga | CB Pumarín                      |
| 2011–12   | CB Pumarín                      | Real Grupo de Cultura Covadonga |
| 2012–13   | CD Art-Chivo                    | Real Grupo de Cultura Covadonga |
| 2013–14   | Baloncesto Villa de Mieres 2012 | Real Grupo de Cultura Covadonga |
| 2014–15   | Real Grupo de Cultura Covadonga | Asociación Atlética Avilesina   |
| 2015–16   | Gijón Basket                    | CB Castrillón                   |
| 2016–17   | CD École                        | Real Grupo de Cultura Covadonga |
| 2017–18   | Real Grupo de Cultura Covadonga | Oviedo CB B                     |
| 2018–19   | Real Grupo de Cultura Covadonga | Asociación Atlética Avilesina   |
| 2019-20   | -                               | -                               |
| 2020-21   | Oviedo CB B                     | Gijón Basket B                  |
| 2021-22   | Real Grupo de Cultura Covadonga | Gijón Basket B                  |
| 2022-23   | AD Universidad de Oviedo        | Asociación Atlética Avilesina   |

Fuente: 

### Islas Baleares
| Temporada | Campeón                   | Subcampeón                |
| --------- | ------------------------- | ------------------------- |
| 2005–06   | CB Imprenta Bahía         | CB Alcudia B              |
| 2006–07   | CB Ciutadella             | CB Alcudia B              |
| 2007–08   | Sa Pobla BC               | CB CIDE                   |
| 2008–09   | CB Ferreries              | Sporting Ciutat de Palma  |
| 2009–10   | CB Pla de Na Tesa         | CCE Sant Lluis            |
| 2010–11   | CB Pla de Na Tesa         | CB CIDE                   |
| 2011–12   | CB CIDE                   | CCE Sant Lluís            |
| 2012–13   | CB Andratx                | AEB La Salle Palma        |
| 2013–14   | CCE Sant Lluis            | CB La Salle Mahón         |
| 2014–15   | CB Bahía San Agustín B    | CB Pla de Na Tesa B       |
| 2015–16   | CB Calviá                 | CB Pla de Na Tesa         |
| 2016–17   | CB Sa Creu Ciutat d'Inca  | AEB La Salle Palma        |
| 2017–18   | CB Calviá                 | CB La Cruz Ciudad de Inca |
| 2018–19   | CB Pla de Na Tesa         | CB Es Castell             |
| 2019-20   | -                         | -                         |
| 2020-21   | Esporlas BC               | CB Pla de Na Tesa         |
| 2021-22   | CB Agora Portals          | CB La Cruz Ciudad de Inca |
| 2022-23   | CB La Cruz Ciudad de Inca | Esporlas BC               |

### País Vasco, Navarra y La Rioja
| Temporada | Campeón                 | Subcampeón            |
| --------- | ----------------------- | --------------------- |
| 2005–06   | Cardenal Larraona       | Arrasateko Ointxe SKE |
| 2006–07   | Cardenal Larraona       | Arrasateko Ointxe SKE |
| 2007–08   | Arrasateko Ointxe SKE   | Araberri BC           |
| 2008–09   | Araberri BC             | CB San Cernín         |
| 2009–10   | SD Bidegintza           | Askatuak SBT          |
| 2010–11   | Easo ST                 | Aloña Mendi           |
| 2011–12   | CB Santurtzi SK         | Zarautz KE            |
| 2012–13   | AD Unamuno ST           | Askartza-Claret       |
| 2013–14   | Tolosako Adiskideok     | Arrasateko Ointxe SKE |
| 2014–15   | Fundación 5+11          | Zarautz KE            |
| 2015–16   | CB Valle de Egüés       | Iraurgi SB B          |
| 2016–17   | Fundación 5+11          | Ordizia KE            |
| 2017–18   | Goierri KE              | Hernani KE            |
| 2018–19   | Zarautz KE              | Iraurgi SB B          |
| 2019-20   | Logroño Basket Club     | Urgatzi               |
| 2020-21   | Leioa SBT               | Getxo SBT             |
| 2021-22   | Fundacion Bilbao-Basket | Tabirako              |
| 2022-23   | Tolosako Adiskideok     | Zarautz KE            |

### Islas Canarias
| Temporada | Campeón                     | Subcampeón                          |
| --------- | --------------------------- | ----------------------------------- |
| 1994–95   | RC Náutico Tenerife         | CB Gran Canaria B                   |
| 1995–96   | CB Unelco Laguna            | RC Náutico Tenerife                 |
| 1996–97   | CB Unelco Laguna            | UB La Palma                         |
| 1997–98   | CB 1939 Canarias            | RC Náutico Tenerife                 |
| 2005–06   | CB Jiobe El Paso            | CB Granadilla                       |
| 2006–07   | UD Vecindario               | CB Gran Canaria C                   |
| 2007–08   | CB Gran Canaria B           | RC Náutico Tenerife                 |
| 2008–09   | CD Magec Tías               | AD Valle Sur Fátima                 |
| 2009–10   | CB Dominicas                | Canarias Basketball Academy         |
| 2010–11   | CB Santa Cruz               | RC Náutico Tenerife                 |
| 2011–12   | CB San Isidro               | CB Agüimes                          |
| 2012–13   | RC Náutico Tenerife         | Tenerife Baloncesto                 |
| 2013–14   | Canarias Basketball Academy | CB Aridane                          |
| 2014–15   | CB Gran Canaria B           | CB Aridane                          |
| 2015–16   | CB Conejero                 | Canarias Basketball Academy         |
| 2016–17   | CB Maramajo                 | RC Náutico Tenerife B               |
| 2017–18   | CB Aridane                  | CB 1939 Canarias B                  |
| 2018–19   | CB Agüimes                  | CB La Matanza                       |
| 2019–20   | –                           |                                     |
| 2020–21   | Cajasiete Canarias B        | CB Dadarmo de Güimar                |
| 2021–22   | CB Evecan                   | CB Santa Cruz / 3° Vito Valsequillo |
| 2022-23   | CB Evecan                   | CB Tacoronte                        |

### Cantabria
| Temporada | Campeón           | Subcampeón        |
| --------- | ----------------- | ----------------- |
| 2002–03   | ADB Santoña       | ADB Pas           |
| 2003–04   | ADB Pas           | CB Laredo         |
| 2004–05   | CD La Paz         | CD Estela         |
| 2005–06   | CD La Paz         | CD Estela         |
| 2006–07   | CD La Paz         | CB Laredo         |
| 2007–08   | CD La Paz         | CD Estela         |
| 2008–09   | CD La Paz         | ADB Pas           |
| 2009–10   | CD La Paz         | AD Cantbasket     |
| 2010–11   | CD La Paz         | ADB Colindres     |
| 2011–12   | ADB Colindres     | SAB Torrelavega   |
| 2012–13   | CD La Paz         | AD Cantbasket     |
| 2013–14   | CD La Paz         | Unión Cántabra    |
| 2014–15   | AD Cantbasket     | ADB Pas           |
| 2015–16   | AD Cantbasket     | CD La Paz         |
| 2016–17   | CBT Torrelavega   | CD La Paz         |
| 2017–18   | CB Solares        | CD La Paz         |
| 2018–19   | Baloncesto Bezana | CD Calasanz       |
| 2019-20   | Baloncesto Bezana | CD La Paz         |
| 2020-21   | CB Entrambasaguas | CD La Paz         |
| 2021-22   | CBT Torrelavega   | CB Solares        |
| 2022-23   | CD Becedo         | CB Entrambasaguas |

Fuente:

### Castilla y León
| Temporada | Campeón                      | Subcampeón                   |
| --------- | ---------------------------- | ---------------------------- |
| 2002–03   | CB Valladolid B              | CB Palencia                  |
| 2003–04   | CD Universidad de Valladolid | AD Universidad de Salamanca  |
| 2004–05   | UD Segovia                   | CB Tormes                    |
| 2005–06   | AD Universidad de Salamanca  | CD Universidad de Valladolid |
| 2006–07   | CB Valladolid B              | CB Ciudad de Ponferrada      |
| 2007–08   | CD Universidad de Valladolid | CD Universidad de Burgos     |
| 2008–09   | CD Universidad de Burgos     | CB San Agustín               |
| 2009–10   | CD Virgen de la Concha       | CB Villamuriel               |
| 2010–11   | CB La Cistérniga             | Basket Burgos 2002           |
| 2011–12   | CB Tormes                    | CD Las Contiendas            |
| 2012–13   | CB Agustinos Eras            | CD Las Contiendas            |
| 2013–14   | CD Universidad de Burgos     | CB Ciudad de Ponferrada      |
| 2014–15   | CB Agustinos Eras B          | CB La Flecha                 |
| 2015–16   | CB Tizona                    | CD Carbajosa de la Sagrada   |
| 2016–17   | CD Carbajosa de la Sagrada   | CD Blanca de Castilla        |
| 2017–18   | CD San Agustín               | CB Tormes                    |
| 2018–19   | CD Blanca de Castilla        | Baloncesto Venta de Baños    |
| 2019 - 20 | Real Valladolid              | Reino de León                |
| 2020 - 21 | Claret                       | Villares                     |
| 2021 - 22 | CD Blanca de Castilla        | Real Valladolid              |
| 2022-23   | CD Carbajosa de la Sagrada   | CD Zamarat                   |

Fuente:

### Castilla-La Mancha
| Temporada | Campeón                   | Subcampeón                   |
| --------- | ------------------------- | ---------------------------- |
| 2003–04   | CDB Grupo BO Ciudad Real  | CB Polígono                  |
| 2004–05   | CB Quintanar              | CABA                         |
| 2005–06   | CB Illescas               | CP La Roda                   |
| 2006–07   | CB Gerindote              | Fundación Adepal             |
| 2007–08   | CB Bargas                 | CABA                         |
| 2008–09   | CB Gerindote              | CB Polígono                  |
| 2009–10   | Albacete Baloncesto Cinco | Basket Azuqueca              |
| 2010–11   | Basket Quintanar          | Basket Azuqueca              |
| 2011–12   | CABA                      | EB Albacete                  |
| 2012–13   | CB Villarrobledo          | CB Ciudad Real               |
| 2013–14   | CB Ciudad Real            | CB CEI Toledo                |
| 2014–15   | CP La Roda                | Guadalajara Basket           |
| 2015–16   | Guadalajara Basket        | CB Manzanares                |
| 2016–17   | CB Almansa                | Tobarra CB                   |
| 2017–18   | CB Daimiel                | Tobarra CB                   |
| 2018–19   | Tobarra CB                | CB Socuéllamos               |
| 2019–20   | –                         | –                            |
| 2020–21   | CB Socuéllamos            | CB La Solana                 |
| 2021–22   | CB Daimiel                | CB La Solana / 3° Tobarra CB |
| 2022-23   | BAZU B. Azudense          | EB Albacete                  |

### Cataluña
| Temporada | Campeón                 | Subcampeón              |
| --------- | ----------------------- | ----------------------- |
| 1999–00   | CB Vic                  | CB Navàs                |
| 2000–01   | CB Cornellà B           | CB Alella               |
| 2001–02   | CB Granollers           | Club Maristes Ademar    |
| 2002–03   | AD Torreforta           | CB Igualada             |
| 2003–04   | CP Roser                | UER Pineda de Mar       |
| 2004–05   | BC Andorra              | AB Esplugues            |
| 2005–06   | CB Ripollet             | AE Sant Andreu Natzaret |
| 2006–07   | CB Viladecans           | CB Santfeliuenc         |
| 2007–08   | CB Mollet               | Sedis Bàsquet           |
| 2008–09   | AE Sant Andreu Natzaret | CB Vilaseca             |
| 2009–10   | UE Barberà              | AB Badalona 2005        |
| 2010–11   | CB Sitges               | AEC Collblanc-Torrassa  |
| 2011–12   | SE Lluïsos de Gràcia    | CB Sant Josep Badalona  |
| 2012–13   | CB Quart                | UE Montgat              |
| 2013–14   | BC Andorra B            | CB Salt                 |
| 2014–15   | CB Igualada             | CB Castellbisbal        |
| 2015–16   | UB Sant Adrià           | CB Sitges               |
| 2016–17   | AE Boet Mataró          | CB Sant Josep Badalona  |
| 2017–18   | CB Esparreguera         | CB Salou                |
| 2018–19   | Club Maristes Ademar    | AE Badalonès            |
| 2019-20   | -                       | -                       |
| 2020-21   | Bàsquet Girona B        | CB Navas                |
| 2021-22   | CB Granollers           | JAC Club Sants          |
| 2022-23   | UE Montgat              | CB Ripollet             |

### Comunidad de Madrid
| Temporada | Campeón                     | Subcampeón              |
| --------- | --------------------------- | ----------------------- |
| 2005–06   | Ciudad de Móstoles CB       | Baloncesto Pozuelo      |
| 2006–07   | Baloncesto Fuenlabrada B    | Torrelodones AD         |
| 2007–08   | Eurocolegio Casvi           | Baloncesto Alcobendas   |
| 2008–09   | Alcorcón CB                 | Baloncesto Pozuelo      |
| 2009–10   | Torrelodones AD             | Baloncesto Torrejón     |
| 2010–11   | CB San Agustín del Guadalix | Baloncesto Getafe       |
| 2011–12   | Baloncesto Pozuelo          | CD Covibar              |
| 2012–13   | Estudio CD                  | CB Ciudad de Móstoles   |
| 2013–14   | Baloncesto Pozuelo          | Alcorcón Basket         |
| 2014–15   | Torrelodones AD             | Real Canoe NC           |
| 2015–16   | Uros de Rivas               | Eurocolegio Casvi       |
| 2016–17   | Liceo Francés               | Estudio CD              |
| 2017–18   | Zentro CB                   | Baloncesto Pozuelo      |
| 2018–19   | Baloncesto Alcalá           | Distrito Olímpico       |
| 2019–20   | –                           | –                       |
| 2020–21   | CB Majadahonda              | Zentro Basket Madrid    |
| 2021–22   | CB Getafe                   | Baloncesto Torrelodones |
| 2022-23   | Distrito Olimpico           | CB Ciudad de Mostoles   |

### Extremadura
| Temporada | Campeón                      | Subcampeón                   |
| --------- | ---------------------------- | ---------------------------- |
| 2005–06   | CB Franjul Villanueva        | Ceres Basket                 |
| 2006–07   | CP San Antonio               | AD El 21                     |
| 2007–08   | AB Pacense                   | CB Franjul Villanueva        |
| 2008–09   | CB Plasencia B               | Cáceres Cdad Bto B           |
| 2009–10   | CB Plasencia B               | Cáceres Cdad Bto B           |
| 2010–11   | CB Plasencia B               | Cáceres Cdad Bto B           |
| 2011–12   | CB Plasencia B               | Baloncesto Ciudad de Badajoz |
| 2012–13   | CP La Serena                 | Cáceres Cdad Bto B           |
| 2013–14   | No hubo competición          | No hubo competición          |
| 2014–15   | UB Almendralejo              | Baloncesto Ciudad de Badajoz |
| 2015–16   | Baloncesto Ciudad de Badajoz | UB Almendralejo              |
| 2016–17   | Adepla Basket                | Baloncesto Ciudad de Badajoz |
| 2017–18   | Baloncesto Ciudad de Badajoz | Baloncesto Badajoz           |
| 2018–19   | Baloncesto Ciudad de Badajoz | Baloncesto Badajoz           |
| 2019–20   | Sagrado Corazón              | Baloncesto Badajoz           |
| 2020–21   | Baloncesto Ciudad de Badajoz | Baloncesto Badajoz           |
| 2021–22   | Dehesa del Conde Maristas    | AD Moraleja CB               |
| 2022-23   | CD Unión Baloncesto          | Baloncesto Ciudad de Badajoz |

### Galicia
| Temporada | Campeón                   | Subcampeón              |
| --------- | ------------------------- | ----------------------- |
| 2005–06   | CB Noia                   | AD Xiria                |
| 2006–07   | CB San Rosendo            | CB Noia                 |
| 2007–08   | ABO Ourense               | Xuventude Baloncesto    |
| 2008–09   | Ferrol CB B               | Obradoiro CAB           |
| 2009–10   | Ferrol CB B               | CB Noia                 |
| 2010–11   | Baloncesto Narón          | CB Tui                  |
| 2011–12   | Básquet Coruña B          | Porriño Baloncesto Base |
| 2012–13   | CI Rosalía de Castro      | Santo Domingo Betanzos  |
| 2013–14   | Básquet Coruña B          | CB Seis do Nadal Coia   |
| 2014–15   | Club Ourense Baloncesto B | VGO Basket              |
| 2015–16   | VGO Basket                | CB Seis do Nadal Coia   |
| 2016–17   | CB Culleredo              | Básquet Coruña B        |
| 2017–18   | CB Tui                    | CB Cambre               |
| 2018–19   | CB Cambre                 | CB Costa Ártabra        |
| 2019-20   | -                         | -                       |
| 2020-21   | CB Peixegalego            | AD Bosco Salesianos     |
| 2021-22   | Obradoiro B               | Basket Xiria            |
| 2022-23   | CB Culledero              | Estudiantes Lugo        |

### Región de Murcia
A partir del 2013, la Región de Murcia tiene un grupo independiente.
| Temporada | Campeón                | Subcampeón               |
| --------- | ---------------------- | ------------------------ |
| 2013–14   | CB Jairis              | CB Estudiantes Cartagena |
| 2014–15   | CAB Torre Pacheco      | CB Begastri              |
| 2015–16   | CB Jairis              | CB San José              |
| 2016–17   | CB Begastri            | CB Jairis                |
| 2017–18   | CB Jairis              | AD Eliocroca             |
| 2018–19   | AD Infante             | CB Begastri              |
| 2019-20   | -                      | -                        |
| 2020-21   | CB Begastri            | CB Jairis B              |
| 2021-22   | AD Infante             | FC Cartagena CB B        |
| 2022-23   | Real Murcia Baloncesto | CB Estudiantes Cartagena |

Fuente:

### Comunidad Valenciana
Hasta 2013, el grupo fue compartido con la Región de Murcia.
| Temporada | Campeón                 | Subcampeón         |
| --------- | ----------------------- | ------------------ |
| 2007–08   | CEB Llíria              | CB Lucentum B      |
| 2008–09   | CB Calpe                | CB Begastri        |
| 2009–10   | Bàsquet L'Horta Godella | AD San Vicente     |
| 2010–11   | CB Begastri             | CNB Paterna        |
| 2011–12   | CB Jovens Almàssera     | CB Guardamar       |
| 2012–13   | CB Jovens Almàssera     | CB Begastri        |
| 2013–14   | CB Lucentum Alicante    | CB L'Alfàs del Pi  |
| 2014–15   | CB L'Alfàs del Pi       | CB Alginet         |
| 2015–16   | SD El Pilar             | CB Alginet         |
| 2016–17   | CB Aldaia               | CB Alginet         |
| 2017–18   | CB Alginet              | CB L'Horta Godella |
| 2018–19   | CD Claret Benimaclet    | CB Ifach Calpe     |
| 2019-20   | -                       | -                  |
| 2020-21   | CB Ilicitano            | CB Alginet B       |
| 2021-22   | CBC Manises-Quart       | CP Martínez Valls  |
| 2022-23   | CNB Xativa              | CB Altea           |